# ماريان وفيفيان براون
كانت ماريان (25 يناير 1927 - 20 نوفمبر 2014) وفيفيان براون (25 يناير 1927 - 9 يناير 2013 ) توأمتين متماثلتين أمريكيتين ورموز شهرة في سان فرانسيسكو . وكانتا تشتهران بظهورهما في وسائل الإعلام مع ارتدائهن ثوب متماثل وقبعتان يخرج من تحتها شعرهما الكثيف، وعُرفتا باسم توائم سان فرانسيسكو، كما تم إعطاؤهما لقب ثاني وهو «أفضل شخصية محلية» في سان فرانسيسكو في عام 2000. وفي كثير من الأحيان، كانتا تتناولان وجبة العشاء في أحد الطاولات الأمامية في مطعم العم فيتو تحت قمة هضبة نوب في سان فرانسيسكو.

## الصحة
كان طول قامة كل من ماريان وفيفيان 1.55 متر، ووزن كل منهما 44 كجم، وكانا دائما ما يظهران معا، ويرتديان ملابس متشابهة، ويمشيان ويأكلان بنفس السرعة، حتى رفع شوكاتهما كان بانسجام تام. وظلا هكذا حتى أصبحت فيفيان تنسى؛ بسبب مرض آلزهايمر. ودخلت فيفيان مركز سان فرانسيسكو الطبي في سان فرانسيسكو بعد انزلاقها ووقوعها في صيف عام 2012، واستمرت حالتها في التدهور. وفي عام 2012، واجهت الأختان مشاكل مالية بعد حاجة فيفيان إلى الرعاية المكلِفة بعد سقوطها، وسعى سكان سان فرانسيسكو والجمعيات الخيرية للمساعدة في الحفاظ على الأختان معا.
توفيت فيفيان في 9 يناير 2013 بالغةً من العمر 85 عاما من مرض ألزهايمر في مركز رودا غولدمان بلازا للمعيشة في ملحق غرب سان فرانسيسكو، بينما توفيت ماريان في 20 نوفمبر 2014 بالغةً من العمر 87 عاما.

## النشأة
ولدت فيفيان وماريان في كالامازو بميشيغان بفارق ثماني دقائق فقط، وكانت فيفيان الأكبر، ونشأا في ماتوان بميشيغان، حيث التحقتا بمدرسة ماتاوان الثانوية، وتخرجتا في عام 1945 كطالبتين متفوقتين، وألقيتا خطاب الوداع معا. كما حصلتا على درجات متطابقة في دراسة إدارة الأعمال من جامعة ويسترن ميشيغان في كالامازو.
وفي سن الـ43، غادرت التوأمان ميشيغان إلى سان فرانسيسكو في عام 1970 بقصد الهروب من الصيف الحار وأشهر الشتاء الباردة الطويلة، وبعد وصولهما إلى سان فرانسيسكو، أصبحت فيفيان سكرتيرة قانونية، بينما عملت ماريان في أحد البنوك.

## الشهرة
لعبتا توائم براون دورا أساسيا للترفيه في المشهد الاجتماعي لسان فرانسيسكو لأكثر من 40 عاما، وظهرتا في الأماكن العامة بملابس متطابقة لتصبحا من مشاهير الحي. وقد اكتسبتا شهرة واسعة في إعلان ريبوك لعام 1988، مما أدى إلى ظهورهما في البرامج الحوارية وفي الإعلانات. وظهرتا على شاشة التلفزيون مع ريتشارد سيمونز، وتوم سنايدر، وفيكي لورانس، كما قد ظهرتا في أكثر من 25 إعلان تلفزيوني على مر السنين، وشملت إعلانات الشركات التي ظهرتا فيها آي بي إم، وسان فرانسيسكو كرونيكل، وفيرجن أتلانتيك، ومايسيز، وإيه تي آند تي، وكمبيوتر ديل، وشركة أبل، كما ظهرتا في فيلم «من 9 إلى 5». وكانت التوائم كثيرا ما تظهر في وسط مول مدينة كالامازو مرتديتان ملابس متطابقة من الرأس إلى أخمص القدمين.